# Liz Carmouche
Elizabeth Marie Carmouche, née le 19 février 1984 à Lafayette en Louisiane, est une pratiquante de MMA américaine. Elle combat actuellement à l'Ultimate Fighting Championship dans la catégorie des poids coqs.

## Vie privée
Liz a effectué son service militaire et a été envoyé à la United States Marine Corps pendant 5 ans.
Liz a été saluée par Dana White et d'autres combattants de la fédération pour avoir fait son coming out en tant que lesbienne,.

## Palmarès en MMA
| 16 combats     | 11 victoires | 5 défaites |
| Par KO         | 6            | 0          |
| Par soumission | 2            | 2          |
| Sur décision   | 3            | 3          |

| Résultat | Record | Adversaire                   | Méthode                                | Événement                                        | Date              | Round | Temps | Lieu                               | Notes                                        |
| -------- | ------ | ---------------------------- | -------------------------------------- | ------------------------------------------------ | ----------------- | ----- | ----- | ---------------------------------- | -------------------------------------------- |
| Victoire | 11-5   | Katlyn Chookagian            | Décision partagée                      | UFC 205: Alvarez vs. Lamas                       | 12 novembre 2016  | 3     | 5:00  | New York, États-Unis               |                                              |
| Victoire | 10-5   | Lauren Murphy                | Décision unanime                       | UFC Fight Night: Mendes vs. Lamas                | 4 avril 2015      | 3     | 5:00  | Fairfax, Virginie, États-Unis      |                                              |
| Défaite  | 9-5    | Miesha Tate                  | Décision unanime                       | UFC on Fox: Werdum vs. Browne                    | 19 avril 2014     | 3     | 5:00  | Orlando, Floride, États-Unis       |                                              |
| Défaite  | 9-4    | Alexis Davis                 | Décision unanime                       | UFC Fight for the Troops 3                       | 6 novembre 2013   | 3     | 5:00  | Hopkinsville, Kentucky, États-Unis |                                              |
| Victoire | 9-3    | Jéssica Andrade              | TKO (coups de poing et coups de coude) | UFC on Fox: Johnson vs. Moraga                   | 27 juillet 2013   | 2     | 3:57  | Seattle, Washington, États-Unis    |                                              |
| Défaite  | 8-3    | Ronda Rousey                 | Soumission (clé de bras)               | UFC 157: Rousey vs. Carmouche                    | 23 février 2013   | 1     | 4:49  | Anaheim, Californie, États-Unis    | Pour le titre des poids coqs de l'UFC.       |
| Victoire | 8-2    | Kaitlin Young                | Soumission (étranglement arrière)      | Invicta FC 2: Baszler vs. McMann                 | 28 juillet 2012   | 2     | 3:34  | Kansas City, Kansas, États-Unis    |                                              |
| Victoire | 7-2    | Ashleigh Curry               | TKO (coups de poing)                   | Invicta FC 1: Coenen vs. Ruyssen                 | 28 avril 2012     | 1     | 1:58  | Kansas City, Kansas, États-Unis    |                                              |
| Défaite  | 6-2    | Sarah Kaufman                | Décision unanime                       | Strikeforce Challengers: Voelker vs. Bowling III | 22 juillet 2011   | 3     | 5:00  | Las Vegas, Nevada, États-Unis      |                                              |
| Défaite  | 6-1    | Marloes Coenen               | Soumission (étranglement en triangle)  | Strikeforce: Feijao vs. Henderson                | 5 mars 2011       | 4     | 1:29  | Columbus, Ohio, États-Unis         | Pour le titre des poids coqs du Strikeforce. |
| Victoire | 6-0    | Jan Finney                   | TKO (coups de poing)                   | Strikeforce Challengers: Wilcox vs. Ribeiro      | 19 novembre 2010  | 3     | 1:30  | Jackson, Mississippi, États-Unis   |                                              |
| Victoire | 5-0    | Valentina Shevchenko         | TKO (abandon)                          | C3 Fights: Red River Rivalry                     | 30 septembre 2010 | 2     | 3:00  | Concho, Oklahoma, États-Unis       |                                              |
| Victoire | 4-0    | Colleen Schneider            | Décision unanime                       | Strikeforce Challengers: Riggs vs. Taylor        | 13 août 2010      | 2     | 3:00  | Phoenix, Arizona, États-Unis       |                                              |
| Victoire | 3-0    | Margarita de la Cruz Ramirez | TKO (arrêt du médecin)                 | UWC Mexico 7: Evolution                          | 26 juin 2010      | 2     | 5:00  | Tijuana, États-Unis                |                                              |
| Victoire | 2-0    | Aleena Albertson             | Soumission (clé de bras)               | Native Fighting Championships 5                  | 29 mai 2010       | 2     | 0:48  | Campo, Californie, États-Unis      |                                              |
| Victoire | 1-0    | Trudie Ginn                  | KO (coup de pied au ventre)            | Independent Event                                | 13 mars 2010      | 1     | 2:59  | Tijuana, Mexique                   |                                              |